# Prosthechea bennettii
Prosthechea bennettii är en orkidéart som först beskrevs av Eric Alston Christenson, och fick sitt nu gällande namn av Wesley Ervin Higgins. Prosthechea bennettii ingår i släktet Prosthechea och familjen orkidéer.
Artens utbredningsområde är Peru. Inga underarter finns listade i Catalogue of Life.